# Halwat tabaa
Les halwat tabaa (torno, en Oranie, troniya à Médéa) est un gâteau traditionnel algérien, à base de farine parfumée à la vanille, au citron et parfois à l'anis. Il s'agit d'un gâteau sec qui n'est pas fourré. Comme sa préparation est simple et nécessite peu d'ingrédients, il fait partie des gâteaux les plus populaires en Algérie.

## Origine et étymologie
Ce gâteau est originaire des villes citadines algériennes : Oran, Tlemcen, Alger, Constantine, Annaba… Halwat tabaa signifie « gâteau à emporte pièce » ou « gâteau poinçon », en arabe algérien. Torno est une traduction de la langue espagnole signifiant « tour » et désignant la forme circulaire du gâteau dans l'Oranie.

## Préparation
Il existe plusieurs façons de préparer le halwat tabaa, à l'huile d'olive, à l'huile de tournesol ou encore au beurre.
La décoration de ce gâteau se fait généralement avec des bonbons en vermicelles ou des graines de sésame. Il est souvent préparé pour les enfants, d'où ses formes de cœur, de lune, d'étoile…